# Hans-Georg Wieck
Hans-Georg Wieck (* 28. März 1928 in Hamburg; † 15. Mai 2024 in Berlin) war ein deutscher Diplomat und Präsident des Bundesnachrichtendienstes (BND).

## Leben
Wieck, Sohn von John Wieck und dessen Ehefrau Elisabeth, geborene Hall, begann nach dem Abitur am Ernst-Schlee-Gymnasium 1947 ein Studium der Geschichtswissenschaft und Philosophie an der Universität Hamburg, das er 1952 abschloss. 1953 erfolgte seine Promotion mit der Dissertation Die Entstehung der Christlich-Demokratischen Union und die Wiedergründung der Zentrumspartei 1945–1947.
Im Anschluss trat er 1954 als Beamter in den höheren auswärtigen Dienst ein und fand Verwendungen im Auswärtigen Amt in Bonn sowie in verschiedenen Auslandsvertretungen. Nachdem er Legationsrat Erster Klasse war, wurde er am 31. August 1966 Vortragender Legationsrat und stellvertretender Referatsleiter „Wiedervereinigung“ des Auswärtigen Amtes sowie am 7. November 1966 Vortragender Legationsrat im Büro von Bundesaußenminister Gerhard Schröder.
Am 13. November 1966 wechselte er ins Bundesministerium der Verteidigung und war zwischen 1967 und 1969 Leiter des Büros des damaligen Bundesverteidigungsministers Gerhard Schröder sowie im Anschluss zwischen Juli 1970 und Februar 1974 als Ministerialdirektor Leiter des Planungsstabes des Bundesministers der Verteidigung.
1974 löste Wieck Georg von Lilienfeld als Botschafter im Iran ab und verblieb dort bis 1977, woraufhin Gerhard Ritzel sein dortiger Nachfolger wurde. Wieck selbst wurde daraufhin Botschafter in der Sowjetunion als Nachfolger von Ulrich Sahm und bekleidete diesen Posten bis zu seiner Ablösung durch Andreas Meyer-Landrut 1980. Danach übernahm er von Rolf Friedemann Pauls den Posten als Ständiger Vertreter bei der NATO in Brüssel und hatte diesen bis 1985 inne, worauf Niels Hansen sein Nachfolger wurde.
Am 4. September 1985 löste Wieck den nach nur vierwöchiger Amtszeit zurückgetretenen Heribert Hellenbroich als Präsidenten des Bundesnachrichtendienstes (BND) ab und übte dieses Amt bis zu seiner Ablösung durch Konrad Porzner am 3. Oktober 1990 aus.
Zuletzt wurde er 1990 Nachfolger von Konrad Seitz als Botschafter der Bundesrepublik Deutschland in Indien und verblieb in dieser Verwendung bis zu seinem Eintritt in den Ruhestand 1993, woraufhin Frank Elbe seine Nachfolge antrat.
Nach seinem Ausscheiden aus dem Staatsdienst war Wieck 1996 bis September 2008 Vorsitzender der Deutsch-Indischen Gesellschaft. sowie von 1998 bis 2001 Leiter der OSZE-Berater- und Beobachtergruppe in Minsk, Belarus. Des Weiteren war er Vorsitzender des Beirats beim Gesprächskreis Nachrichtendienste in Deutschland (GKND). Hans-Georg Wieck engagierte er sich für die Gründung der Deutsch-belarussischen Gesellschaft und des Menschenrechte in Belarus e. V. mit. Zudem war er an der Europa-Universität Viadrina als Lehrbeauftragter tätig und setzte sich an der Universität Vilnius für den Aufbau eines „Zentrums für Transformation“ ein wie auch für einen „Gesprächskreis Nachrichtendienste“ sind „Demokratie und Nachrichtendienste“. Hans-Georg Wieck war seit 1982 Rechtsritter des Johanniterordens.
Wieck gehörte zu den Kritikern der vom früheren Bundesaußenminister Joschka Fischer eingeführten Regelung, ehemalige Diplomaten, die NSDAP-Mitglieder waren, nach ihrem Tod nicht mehr mit einem Nachruf im Mitteilungsblatt des Auswärtigen Amtes zu ehren.
Aus Wiecks Ehe mit Anneliese Dietz gingen vier Kinder hervor, unter anderem der Diplomat Jasper Wieck.

## Ehrungen und Auszeichnungen
- Verdienstorden der Bundesrepublik Deutschland
  - 1983: Verdienstkreuz 1. Klasse
  - 2017: Großes Verdienstkreuz[4]

## Schriften
- Die Entstehung der Christlich-Demokratischen Union und die Wiedergründung der Zentrumspartei 1945–1947, Dissertation Universität Hamburg, 1953
- Die Entstehung der Christlich-Demokratischen Union und die Wiedergründung der Zentrumspartei 1945–1947, Droste 1958, ISBN 978-3770050109
- Markierungen und Reflexionen: Band 1 Die Deutsche Frage, BoD 2014, 978–3735773654
- Christliche Und Freie Demokraten in Hessen, Rheinland-Pfalz, Baden Und Wurtemberg 1945/46, Hassell Street Press 2021, ISBN 978-1015246584 (englisch)